# 야후!7
야후!7(Yahoo!7)은 오스트레일리아의 포털 사이트로 야후!와 세븐 네트워크가 50 대 50으로 합작해서 만든 웹사이트이다. 야후!7은 2006년 1월 30일에 탄생했다.
야후!7은 세븐 네트워크와 야후!의 콘텐츠를 동시에 제공하며, m.Net과 제휴하고 있는 휴대전화용 사이트를 포함하고 있다.
2006년 10월 30일, 야후!7은 세븐 네트워크의 뉴스, 스포츠 분야의 내용을 야후! 서비스와 통합했다.

## 같이 보기
- 세븐 네트워크
- 야후!